# باشگاه فوتبال ووهان
باشگاه فوتبال ووهان (انگلیسی: Wuhan F.C.; چینی ساده: 武汉卓尔; چینی سنتی: 武漢卓爾; پین‌یین: Wǔhàn Zhuó'ěr) که پیشتر با نام باشگاه فوتبال ووهان زال شناخته می‌شد، یک باشگاه فوتبال است در شهر ووهان تأسیس شده و در سوپر لیگ فوتبال چین بازی می‌کند.